# Eichler & Bachmann

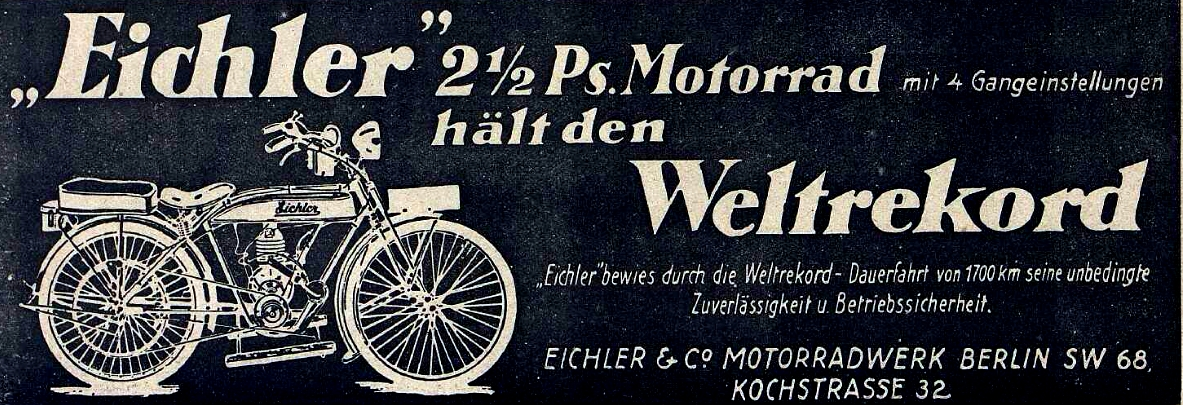
Werbeanzeige für ein 2 ½-PS-Motorrad, 1920

Die Eichler & Bachmann GmbH war ein deutsches Unternehmen zur Produktion von Motorrädern und Automobilen mit Sitz in Berlin. Außerdem unterhielt das Unternehmen nach eigener Aussage Niederlassungen in Breslau, Frankfurt am Main, Köln, Konstanz, Leipzig, Mannheim, München, Stuttgart und Würzburg.

## Beschreibung der Fahrzeuge
Ernst oder Hans Eichler war der Konstrukteur des Golem Sesselrads. (Der Vorname von Eichler ist aus den Quellen nicht eindeutig ersichtlich.) Danach gründete er das eigene Unternehmen, das zunächst auf dem Grundstück Am Weidendamm 1 a ansässig war. Gemäß einer Werbeanzeige hatte das Unternehmen im Jahr 1920 die Adresse Kochstraße 32, bevor es 1925 zur Bernburger Straße 23 umzog. Von 1924 bis 1926 stellte es motorisierte Fahrzeuge her. Es konstruierte und baute Motorräder und Benzin-Automobile und griff dabei auch auf Bauteile anderer Hersteller zurück.
Unter der Marke Eibach (Kofferwort aus Eichler und Bachmann) wurde ein Dreiradwagen mit zwei lenkbaren Vorderrädern und einem einzelnen Hinterrad gebaut. Der hintere Teil des Wagens entsprach einem Motorrad, der Fahrer saß auf einem Motorradsattel. Vor ihm lag eine offene Karosserie mit zwei Sitzplätzen. Der Wagen hatte einen Einzylinder-Zweitaktmotor von DKW mit 198 cm³ Hubraum und 4 PS. Alternativ gab es vorn eine Pritsche oder einen Kasten für den Warentransport.